# Backless
Backless è il sesto album in studio di Eric Clapton, pubblicato nel 1978.

## Tracce

### Lato A
1. Walk Out in the Rain - 4:16 - (Bob Dylan, Helena Springs)
2. Watch Out for Lucy - 3:26 - (Clapton)
3. I'll Make Love To You Anytime - 3:23 - (J. J. Cale)
4. Roll It - 3:42 - (Clapton, Marcy Levy)
5. Tell Me That You Love Me - 3:31 - (Clapton)

### Lato B
1. If I Don't Be There by Morning - 4:38 - (Dylan, Springs)
2. Early in the Morning - 7:58 - (Traditional)
3. Promises - 3:04 - (Richard Feldman, Roger Linn)
4. Golden Ring - 3:32 - (Clapton)
5. Tulsa Time - 3:28 - (Danny Flowers)

## Formazione
- Eric Clapton - voce, chitarra
- Dick Sims - tastiera
- George Terry - chitarra
- Carl Radle - basso, cori
- Jamie Oldaker - batteria, cori, percussioni
- Marcy Levy - cori
- Benny Gallagher, Graham Lyle - cori in Golden Ring